# پژوهشکده بین‌المللی تاریخ اجتماعی
پژوهشکده بین‌المللی تاریخ اجتماعی (هلندی: Internationaal Instituut voor Sociale Geschiedenis) یکی از بزرگ‌ترین بایگانی‌های تاریخ کارگری، تاریخ چپ و تاریخ اجتماعی در جهان است. این پژوهشکده یک مؤسسه علمی مستقل واقع در آمستردام است. آی‌آی‌اس‌جی بخشی از فرهنگستان سلطنتی هنر و علوم هلند است. این مؤسسه در سال ۱۹۳۵ توسط ویلهموس پوستوموس تأسیس شد. بایگانی‌های بزرگ این مؤسسه (در حدود ۵۰ کیلومتر) پناهِ اسناد پرارزش و گسترده‌ای از چندین جنبش و جریان اجتماعی بین‌المللی، از جمله اسنادی از افرادی مانند رزا لوکزامبورگ، فردریش انگلس، کارل مارکس و میخائیل باکونین است.